# Overberg DBG
Overberg DBG is een districtsbestuursgebied in het Zuid-Afrikaanse district Overberg.
Overberg ligt in de provincie West-Kaap en telt 246 inwoners.
]